# Mike Horton
Dr Mike Horton is een personage uit de soapserie Days of our Lives. Geen enkele andere rol in Days werd al door meer acteurs gespeeld dan die van Mike. Hij werd ook al enkele keren verouderd en verjongd. Toen Wesley Eure de rol opnam in 1974 was hij 19 jaar, zes jaar de eigenlijke geboorte van Mike. Acteurs Michael T. Weiss en Roark Critchlow, die de rol ook ettelijke jaren speelden werden respectievelijk in 1962 en 1963 geboren en waren dus een stuk jonger dan Eure. Na iets meer dan dertig jaar verdween Mike uit de serie in 1999 en keerde pas elf jaar later terug voor een kort optreden.

## Personagebeschrijving
Mike werd vernoemd naar Mickey Horton en iedereen dacht dat hij ook zijn zoon was. Mickey was echter steriel, een geheim waarvan enkel Mike's moeder Laura Spencer en Mike's grootvader Tom Horton van op de hoogte waren. Zijn echte vader is Bill Horton, de jongere broer van Mickey die eerst een relatie had met Laura alvorens ze voor Mickey koos. Bill was echter jaloers en in een dronken bui verkrachtte hij Laura.
Nadat bekend werd dat Bill de vader was van Mike bouwde hij wel een band met hem op maar bleef Mickey altijd als zijn vader beschouwen. Hij aanvaardde het huwelijk van Bill en Laura wel toen hij een zusje Jennifer erbij kreeg.
In zijn jonge jaren werd Mike verliefd op Trish Clayton, maar was bang dat hij de liefde niet met haar zou kunnen bedrijven. Linda Patterson, die eigenlijk verliefd was op Mickey, sliep met Mike om te bewijzen dat hij wel degelijk voor de vrouwen was. Mike werd geobsedeerd door Linda, die hem duidelijk maakte dat het niets kon worden. Trish vond troost bij Mike’s achterneefje David Banning en werd zwanger van hem. Nadat zijn hart gebroken werd trouwde hij met Margo Anderman. Zij overleed aan leukemie en Mike nam het verlies van zijn vrouw zwaar op en besloot hierdoor om voor chirurg te gaan studeren.
In het ziekenhuis leerde hij de arts Robin Jacobs kennen. Zij was joods en hij was katholiek en geen van beiden waren bereid zich te bekeren. Hoewel ze van elkaar hielden trouwde Robin met Mitch Kaufman, ook een jood. Ze werd zwanger, maar wist niet wie de vader was. Uiteindelijk bleek Mike de vader te zijn van haar kind, Jeremy. Robin ging met Jeremy naar Israël en toen Mike’s romance met April Ramirez niets bleek te worden volgde hij Robin.
Mike kwam in 1994 terug naar Salem nadat een vrouw in Israël hem erin geluisd had waardoor hij bij een wapensmokkel terechtkwam. Hij stortte zich op zijn werk, maar werd dan gechanteerd door Stefano DiMera, die achter de hele wapenhandel zat. Mike moest hem de code geven om op het appartement van Marlena Evans te geraken. Hij werd bevriend met Carrie Brady die verliefd was op Austin Reed. Austin had echter een relatie met Carrie’s halfzus Sami Brady omdat hij dacht dat hij de vader was van haar kind. Op de trouwdag van Sami en Austin kwam echter aan het licht dat Lucas de vader was. Mike was inmiddels verliefd geworden op Carrie en probeerde haar te overtuigen om niet overhaast met Austin te trouwen, maar ze luisterde niet en trouwde met Austin.
Uiteindelijk biechtte hij zijn gevoelens voor haar op, maar het was pas op 4 juli 1998 toen zij zijn gevoelens beantwoordde. Mike deed campagne om hoofdarts te worden en streed hierom met Craig Wesley en won. Craig wilde de job zo graag dat hij en zijn vrouw Nancy Wesley elke situatie die ze konden manipuleerden om Mike in een slecht daglicht te stellen. Ze lieten het lijken alsof Mike naar bed was gegaan met een volslagen vreemde op de avond van zijn feestje. Verpleegster Ali McIntyre was geobsedeerd door Mike, maar hij verbrak de relatie. Craig en Nancy spoorden haar aan om een klacht in te dienen voor ongewenste intimiteiten.
Carrie en Mike reden doorheen de Verenigde Staten op weg naar een congres. Ze gaf toe dat ze verliefd was op Mike, maar wilde haar huwelijk met Austin toch niet opgeven en ze deden niets verkeerd. Austin dacht dat Mike en Carrie een verhouding hadden en belde haar niet op hun reis. Mike en Carrie bleven tegen hun gevoelens vechten maar in Las Vegas konden ze zich niet meer bedwingen en ze bedreven de liefde.
Austin betrapte hen en dumpte Carrie. Tijdens het proces van Ali kwam uit dat Mike effectief met Ali had geslapen en ze twijfelt of Mike echt wel onschuldig was. Austin wilde in relatietherapie gaan, maar uiteindelijk kwamen Mike en Carrie samen, ze reden weg naar de zon op een paard en sindsdien werd Mike niet meer gezien. Ze gingen in Israël wonen. In 2005 keerde Carrie terug en het bleek dat het niets geworden was met Mike. Eind 2006 hertrouwde ze zelfs met Austin.
In 2010 keerde Mike terug naar Salem om de begrafenis van zijn grootmoeder Alice bij te wonen.